# Prut
 Denne artikel omhandler udslip af tarmgas. Opslagsordet har også en anden betydning, se Prut (flod).
En prut (slang for fjært, latin: flatus) er et udslip af tarmgas fra endetarmen. Svovlbrinte i denne gas giver en ubehagelig lugt. Pga. tarmfloraen er udslippene både naturlige og uundgåelige.
Den menneskelige tarm producerer normalt en vis mængde tarmgas pr. døgn; hvis denne mængde tiltager eller aftager kan det være et udtryk for en ubalance i tarmfloraen. Noget sjældnere kan ændringer i balancen – eller en hel udeblivelse af tarmgas – være symptom på sygdomme i tarmen, f.eks. tarmslyng.

En gennemsnitlig voksen person producerer omkring 700ml prut om dagen, hvor hver enkel prut har et rumfang mellem 33ml og 125ml, oftest omkring 90ml.
En gennemsnitlig prut har samme brændværdi som ti sukkerknalder.